# 内田司
内田 司（うちだ つかさ、1950年〈昭和25年〉 - ）は日本の社会学者であり、教育学博士（東北大学）。
札幌学院大学人文学部教授。専門は地域社会学。

## 略歴
東北大学教育学部卒。1981年に同大学院教育学研究科博士課程修了。東北大学教育学部助手、札幌学院大学人文学部助教授を経て現職。

## 著書
- 『理性、感情、諸個人の自律: ホープ氏の道徳知の理論』（創風社, 1996年）
- 新妻二男との編著『都市・農村関係の地域社会論: 再生産論・生活文化論・自治体論』（創風社, 2000年）
- 北爪真佐夫との共編『生活の公共性化と地域社会再生』（アーバンプロ出版センター, 2003年）